# 19e étape du Tour d'Italie 2014
Pour un article plus général, voir Tour d'Italie 2014.
La 19e étape du Tour d'Italie 2014 s'est déroulée le vendredi 30 mai 2014 entre Bassano del Grappa et le monte Grappa sous la forme d'un contre-la-montre en côte d'une distance de 26,8 km. Il s'agit du troisième contre-la-montre de cette édition 97e du Giro, le second couru individuellement. Cette étape, à l'instar des 16e et 20e étapes, est classée dans la plus haute catégorie de difficulté : 5 étoiles.

## Résultats

### Classement de l'étape
|    | Coureur            | Pays     | Équipe                       |    | Temps           |
| -- | ------------------ | -------- | ---------------------------- | -- | --------------- |
| 1  | Nairo Quintana     | Colombie | Movistar                     | en | 1 h 05 min 37 s |
| 2  | Fabio Aru          | Italie   | Astana                       | +  | 17 s            |
| 3  | Rigoberto Urán     | Colombie | Omega Pharma-Quick Step      |    | 1 min 26 s      |
| 4  | Pierre Rolland     | France   | Europcar                     |    | 1 min 57 s      |
| 5  | Domenico Pozzovivo | Italie   | AG2R La Mondiale             |    | 2 min 24 s      |
| 6  | Franco Pellizotti  | Italie   | Androni Giocattoli-Venezuela |    | 3 min 22 s      |
| 7  | Rafał Majka        | Pologne  | Tinkoff-Saxo                 |    | 3 min 28 s      |
| 8  | Sebastián Henao    | Colombie | Sky                          |    | 3 min 48 s      |
| 9  | Tim Wellens        | Belgique | Lotto-Belisol                |    | 4 min 00 s      |
| 10 | Dario Cataldo      | Italie   | Sky                          |    | 4 min 10 s      |

### Classement intermédiaire
|    | Coureur            | Pays      | Équipe                       |    | Temps      |
| -- | ------------------ | --------- | ---------------------------- | -- | ---------- |
| 1  | Patrick Gretsch    | Allemagne | AG2R La Mondiale             | en | 9 min 56 s |
| 2  | Rigoberto Urán     | Colombie  | Omega Pharma-Quick Step      | +  | 22 s       |
| 3  | Dario Cataldo      | Italie    | Sky                          |    | 23 s       |
| 4  | Cadel Evans        | Australie | BMC Racing                   |    | 29 s       |
| 5  | Domenico Pozzovivo | Italie    | AG2R La Mondiale             |    | 31 s       |
| 6  | Nairo Quintana     | Colombie  | Movistar                     |    | 38 s       |
| 7  | Franco Pellizotti  | Italie    | Androni Giocattoli-Venezuela |    | 38 s       |
| 8  | Emanuele Sella     | Italie    | Androni Giocattoli-Venezuela |    | 42 s       |
| 9  | Ryder Hesjedal     | Canada    | Garmin-Sharp                 |    | 45 s       |
| 10 | Pierre Rolland     | France    | Europcar                     |    | 49 s       |

|    | Coureur            | Pays      | Équipe                       |    | Temps       |
| -- | ------------------ | --------- | ---------------------------- | -- | ----------- |
| 1  | Nairo Quintana     | Colombie  | Movistar                     | en | 42 min 33 s |
| 2  | Fabio Aru          | Italie    | Astana                       |    | 8 s         |
| 3  | Rigoberto Urán     | Colombie  | Omega Pharma-Quick Step      |    | 36 s        |
| 4  | Pierre Rolland     | France    | Europcar                     |    | 51 s        |
| 5  | Domenico Pozzovivo | Italie    | AG2R La Mondiale             |    | 1 min 00 s  |
| 6  | Franco Pellizotti  | Italie    | Androni Giocattoli-Venezuela |    | 1 min 21 s  |
| 7  | Rafał Majka        | Pologne   | Tinkoff-Saxo                 |    | 1 min 55 s  |
| 8  | Sebastián Henao    | Colombie  | Sky                          |    | 1 min 57 s  |
| 9  | Cadel Evans        | Australie | BMC Racing                   |    | 2 min 08 s  |
| 10 | Dario Cataldo      | Italie    | Sky                          |    | 2 min 13 s  |

### Points attribués
- Points attribués à l'arrivée au Monte Grappa (km 26,8)

|    | Cycliste           | Pays     | Équipe                       | Points |
| -- | ------------------ | -------- | ---------------------------- | ------ |
| 1  | Nairo Quintana     | Colombie | Movistar                     | 15     |
| 2  | Fabio Aru          | Italie   | Astana                       | 12     |
| 3  | Rigoberto Urán     | Colombie | Omega Pharma-Quick Step      | 9      |
| 4  | Pierre Rolland     | France   | Europcar                     | 7      |
| 5  | Domenico Pozzovivo | Italie   | AG2R La Mondiale             | 6      |
| 6  | Franco Pellizotti  | Italie   | Androni Giocattoli-Venezuela | 5      |
| 7  | Rafał Majka        | Pologne  | Tinkoff-Saxo                 | 4      |
| 8  | Sebastián Henao    | Colombie | Sky                          | 3      |
| 9  | Tim Wellens        | Belgique | Lotto-Belisol                | 2      |
| 10 | Dario Cataldo      | Italie   | Sky                          | 1      |

### Cols et côtes
- Monte Grappa, 1re catégorie (km 26,8)

|   | Cycliste           | Pays     | Équipe                       | Points |
| - | ------------------ | -------- | ---------------------------- | ------ |
| 1 | Nairo Quintana     | Colombie | Movistar                     | 32     |
| 2 | Fabio Aru          | Italie   | Astana                       | 20     |
| 3 | Rigoberto Urán     | Colombie | Omega Pharma-Quick Step      | 14     |
| 4 | Pierre Rolland     | France   | Europcar                     | 10     |
| 5 | Domenico Pozzovivo | Italie   | AG2R La Mondiale             | 7      |
| 6 | Franco Pellizotti  | Italie   | Androni Giocattoli-Venezuela | 4      |
| 7 | Rafał Majka        | Pologne  | Tinkoff-Saxo                 | 2      |
| 8 | Sebastián Henao    | Colombie | Sky                          | 1      |

## Classements à l'issue de l'étape

### Classement général
|    | Cycliste           | Pays      | Équipe                  |    | Temps            |
| -- | ------------------ | --------- | ----------------------- | -- | ---------------- |
| 1  | Nairo Quintana     | Colombie  | Movistar                | en | 79 h 03 min 45 s |
| 2  | Rigoberto Urán     | Colombie  | Omega Pharma-Quick Step | +  | 3 min 07 s       |
| 3  | Fabio Aru          | Italie    | Astana                  |    | 3 min 48 s       |
| 4  | Pierre Rolland     | France    | Europcar                |    | 5 min 26 s       |
| 5  | Domenico Pozzovivo | Italie    | AG2R La Mondiale        |    | 6 min 16 s       |
| 6  | Rafał Majka        | Pologne   | Tinkoff-Saxo            |    | 6 min 59 s       |
| 7  | Cadel Evans        | Australie | BMC Racing              |    | 9 min 25 s       |
| 8  | Wilco Kelderman    | Pays-Bas  | Belkin                  |    | 9 min 29 s       |
| 9  | Ryder Hesjedal     | Canada    | Garmin-Sharp            |    | 10 min 11 s      |
| 10 | Robert Kišerlovski | Croatie   | Trek Factory Racing     |    | 13 min 59 s      |

### Classement par points
|   | Cycliste        | Pays   | Équipe              | Points |
| - | --------------- | ------ | ------------------- | ------ |
| 1 | Nacer Bouhanni  | France | FDJ.fr              | 251    |
| 2 | Giacomo Nizzolo | Italie | Trek Factory Racing | 225    |
| 3 | Elia Viviani    | Italie | Cannondale          | 173    |

### Classement du meilleur grimpeur
|   | Cycliste         | Pays     | Équipe              | Points |
| - | ---------------- | -------- | ------------------- | ------ |
| 1 | Julián Arredondo | Colombie | Trek Factory Racing | 173    |
| 2 | Nairo Quintana   | Colombie | Movistar            | 88     |
| 3 | Dario Cataldo    | Italie   | Sky                 | 86     |

### Classement du meilleur jeune
|   | Cycliste       | Pays     | Équipe       |    | Temps            |
| - | -------------- | -------- | ------------ | -- | ---------------- |
| 1 | Nairo Quintana | Colombie | Movistar     | en | 79 h 03 min 45 s |
| 2 | Fabio Aru      | Italie   | Astana       | +  | 3 min 48 s       |
| 3 | Rafał Majka    | Pologne  | Tinkoff-Saxo |    | 6 min 59 s       |

### Classements par équipes

#### Classement aux temps
|   | Équipe                  | Pays     |    | Temps             |
| - | ----------------------- | -------- | -- | ----------------- |
| 1 | AG2R La Mondiale        | France   | en | 236 h 57 min 39 s |
| 2 | Omega Pharma-Quick Step | Belgique | +  | 18 min 24 s       |
| 3 | Tinkoff-Saxo            | Russie   |    | 35 min 57 s       |

#### Classement aux points
|   | Équipe                  | Pays        | Points |
| - | ----------------------- | ----------- | ------ |
| 1 | Omega Pharma-Quick Step | Belgique    | 312    |
| 2 | Sky                     | Royaume-Uni | 277    |
| 3 | Trek Factory Racing     | États-Unis  | 266    |

### Autres classements
|   | Cycliste       | Pays     | Équipe                       | Points |
| - | -------------- | -------- | ---------------------------- | ------ |
| 1 | Marco Bandiera | Italie   | Androni Giocattoli-Venezuela | 32     |
| 2 | Andrea Fedi    | Italie   | Neri Sottoli                 | 26     |
| 3 | Tim Wellens    | Belgique | Lotto-Belisol                | 20     |

|   | Cycliste         | Pays     | Équipe              | Points |
| - | ---------------- | -------- | ------------------- | ------ |
| 1 | Julián Arredondo | Colombie | Trek Factory Racing | 37     |
| 2 | Tim Wellens      | Belgique | Lotto-Belisol       | 33     |
| 3 | Nairo Quintana   | Colombie | Movistar            | 30     |

|   | Cycliste        | Pays     | Équipe              | Points |
| - | --------------- | -------- | ------------------- | ------ |
| 1 | Nacer Bouhanni  | France   | FDJ.fr              | 14     |
| 2 | Nairo Quintana  | Colombie | Movistar            | 9      |
| 3 | Giacomo Nizzolo | Italie   | Trek Factory Racing | 7      |

|   | Cycliste           | Pays     | Équipe                       | Points |
| - | ------------------ | -------- | ---------------------------- | ------ |
| 1 | Andrea Fedi        | Italie   | Neri Sottoli                 | 608    |
| 2 | Marco Bandiera     | Italie   | Androni Giocattoli-Venezuela | 504    |
| 3 | Maarten Tjallingii | Pays-Bas | Belkin                       | 391    |

| \| \| Cycliste \| Pays \| Équipe \| Points \| \| - \| ---------------- \| ------ \| ------------ \| ------ \| \| 1 \| Nacer Bouhanni \| France \| FDJ.fr \| 14 \| \| 2 \| Fabio Aru \| Italie \| Astana \| 12 \| \| 3 \| Enrico Battaglin \| Italie \| Bardiani CSF \| 12 \| |                  |        |              |        |
| | Cycliste         | Pays   | Équipe       | Points |
| 1 | Nacer Bouhanni   | France | FDJ.fr       | 14     |
| 2 | Fabio Aru        | Italie | Astana       | 12     |
| 3 | Enrico Battaglin | Italie | Bardiani CSF | 12     |

## Abandon
- Kenny Dehaes (Lotto-Belisol) : hors délais